# 謝里登鎮區 (內布拉斯加州霍爾特縣)
謝里登鎮區（英語：Sheridan Township）是位於美國內布拉斯加州霍爾特縣的一個行政鎮區。

## 地方資料
謝里登鎮區的面積為207.87平方千米，當中陸地面積為207.84平方千米，而水域面積為0.03平方千米。根據2020年美國人口普查的數據，當地共有人口168人，而人口密度為每平方千米0.81人。